# Problema
Problema (лат.) — олиготипический род чешуекрылых насекомых семейства бабочек-толстоголовок (Hesperiidae). Впервые выделен лепидоптеристами Скиннером и Уильямсом в 1924 году.

## Систематика, распространение
Обычно в роду выделяется два вида:
- Problema byssus (Edwards, 1880) Skinnertypus
- Problema bulenta (Boisduval & LeConte, 1934) Skinner

В некоторых неофициальных классификациях выделяют также третий вид — Problema kumskaka, обычно считающийся синонимом Problema bulenta (либо подвидом Problema bulenta kumskaka).
Оба вида являются эндемиками США.